# Міранда (фільм, 1985)
«Міранда» (італ. Miranda) — художній фільм 1985 року виробництва Італії, знятий класиком еротичного кіно Тінто Брасом. Режисер у цьому фільмі використовує суміш різних жанрів — драми, детективу, комедії (за мотивами п'єси Карло Гольдоні «Трактирниця»), але основний жанр — еротика.
Режисер у фільмі описує історію звичайної жінки Міранди, яка втратила чоловіка на війні. Тінто Брас розповідає цю історію, тонко переплітаючи драму з еротикою, розкриваючи перед глядачем життя і внутрішній світ героїні. Головну роль Міранди виконує один із секс-символів італійського кінематографа Серена Гранді. Прем'єра фільму відбулася в Італії 15 жовтня 1985 року.

## Сюжет
Головна героїня фільму — Міранда, власниця місцевої таверни у Венеції. Вона звабливо красива і приголомшливо сексуальна. Вона була одружена і любила свого чоловіка, але його забрала у неї війна. Він брав участь у Другій світовій війні і не повернувся. Час минув, Міранда — жінка, і вона хоче знайти собі нового коханого.
Краса Міранди тягне до себе багатьох чоловіків, але вона вибирає. Міранда зустрічається з чотирма чоловіками. Взимку вона знайомиться зі старим багатим дипломатом, навесні — з молодим шофером, влітку — з американським ветераном, а восени — з новим офіціантом у своїй таверні. І тепер вона повинна обрати — хто ж їй більше підійде як чоловік. Її вибір для багатьох несподіваний — вона вибирає невибагливого офіціанта і виходить за нього заміж.

## В ролях
- Головні ролі
  - Серена Ґранді — Міранда
  - Андреа Оччіпінті — Берто
  - Франко Інтерленджі — Карло
  - Франко Бранчаролі — Тоні
  - Енді Дж. Форест — Норман
- Другорядні ролі
  - Лаура Сассі
  - Маліса Лонго
  - Лучана Чіренеї
  - Ізебелла Ілльєрс
  - Мауро Паладіні
  - Жан-Рене Лемуан
  - Енцо Туррін